# Кинг-Айленд (аэропорт)
Аэропо́рт Кинг-А́йленд (или Аэропо́рт о́строва Кинг — англ. King Island Airport), (ИАТА: KNS, ИКАО: YKII) — гражданский региональный аэропорт, расположенный у города Карри (англ. Currie) — самого крупного населённого пункта острова Кинг, принадлежащего штату Тасмания (Австралия). Остров Кинг находится у северо-западной оконечности острова Тасмания, у западного края Бассова пролива, отделяющего Тасманию от континентальной Австралии.

## Основные сведения и показатели
Аэропорт острова Кинг находится на высоте 40 м над уровнем моря. У него есть три взлётно-посадочных полосы: 10/28 с асфальтовым покрытием (длиной 1585 м и шириной 30 м), 17/35 с композитным покрытием (длиной 1105 м и шириной 30 м) и 06/24 с гравиевым покрытием (длиной 800 м и шириной 30 м).
Авиакомпания Regional Express Airlines (англ.) выполняет полёты из аэропорта Кинг-Айленд в главный аэропорт Мельбурна — Тулламарин. В расписании 2011 года указан один полёт в день (туда и обратно).
Авиакомпания King Island Airlines выполняет полёты в другой аэропорт Мельбурна — Мураббин (Moorabbin Airport). В расписании 2011 года указаны 12 полётов в неделю туда и обратно (по два полёта в будние дни, и по одному в субботу и воскресенье).
Региональная авиакомпания Tasair выполняет прямые рейсы из аэропорта Кинг-Айленд в аэропорт города Девонпорт, находящийся на северном побережье Тасмании — согласно расписанию 2011 года, два рейса в день (туда и обратно, 6 дней в неделю). Из Девонпорта есть прямой рейс в аэропорт Хобарта — столицы Тасмании. До сентября 2011 года авиакомпания Tasair также осуществляла рейсы между аэропортом Кинг-Айленд и аэропортом Берни.
Региональная авиакомпания Airlines of Tasmania выполняет прямые рейсы из аэропорта Кинг-Айленд в аэропорт города Берни, находящийся на северо-западном побережье Тасмании — согласно расписанию 2011 года, 11 рейсов в неделю (туда и обратно).

## Статистика пассажироперевозок
| Год       | Пассажиров | Взлётов-посадок |
| --------- | ---------- | --------------- |
| 1985/1986 | 20 013     | 2412            |
| 1990/1991 | 32 950     | 6035            |
| 1995/1996 | 35 887     | 6005            |
| 2000/2001 | 29 150     | 3694            |
| 2005/2006 | 28 098     | 3266            |
| 2010/2011 | 31 087     | 3262            |
| 2015/2016 | 34 483     | 4382            |
| 2020/2021 | 34 541     | 5814            |

## Авиакатастрофы, связанные с аэропортом
- 26 ноября 1998 года небольшой самолёт Piper Lance (англ.) потерпел аварию при попытке взлёта в аэропорту Кинг-Айленд — по всей видимости, он опрокинулся из-за сильного порыва ветра. В самолёте находились шесть медицинских сестёр (англ. nurses) из провинции Виктория, которые проводили свой отпуск на острове Кинг. В результате аварии погибли три медсестры, а остальные были отправлены в госпиталь в тяжёлом состоянии[8].